# Costa Blanca Rundschau
Die Costa Blanca Rundschau war eine deutschsprachige Wochenzeitung, die von Januar 2005 bis Januar 2007 in den spanischen Regionen Valencia und Murcia erschien. 15 Redakteure an den Standorten Alicante, Dénia und Torrevieja berichteten aus den Bereichen Lokalpolitik, Wirtschaft, Kultur, Gesellschaft und Sport.
Die Costa Blanca Rundschau erschien mit einer Auflage von 20.000 Exemplaren in der spanischen Verlagsgruppe Prensa Ibérica, die auch für die Mallorca Zeitung verantwortlich ist. Am 31. Januar 2007 stoppte der Verlag das Erscheinen der Costa Blanca Rundschau aufgrund zu geringer Werbeeinnahmen.